# Sztuka asyryjska
Sztuka asyryjska – rozwijała się początkowo pod silnym wpływem tradycji sumeryjskich, akadyjskich, później babilońskich. Wpływ na nią wywarły także tradycje innych kultur, podbitych przez Asyryjczyków mianowicie Hetytów i Hurytów. Ludność asyryjska zamieszkiwała tereny północnej Mezopotamii już w połowie V tysiąclecia p.n.e., lecz o dziejach tego państwa możemy mówić dopiero od początku II tys. p.n.e. Stolica Asyrii Aszur posiadała wówczas świątynię i była otoczona murami obronnymi. Odrębność sztuki asyryjskiej zaczęła się zaznaczać dopiero w połowie XIV w. p.n.e. (okres średnioasyryjski). Odmienność sztuki asyryjskiej tego wczesnego okresu jest możliwa do zaobserwowania w wykorzystaniu nowych materiałów. Odnaleziono reliefy wykonane w kości słoniowej i drobne przedmioty z barwionej, podobnej do szkła masy.

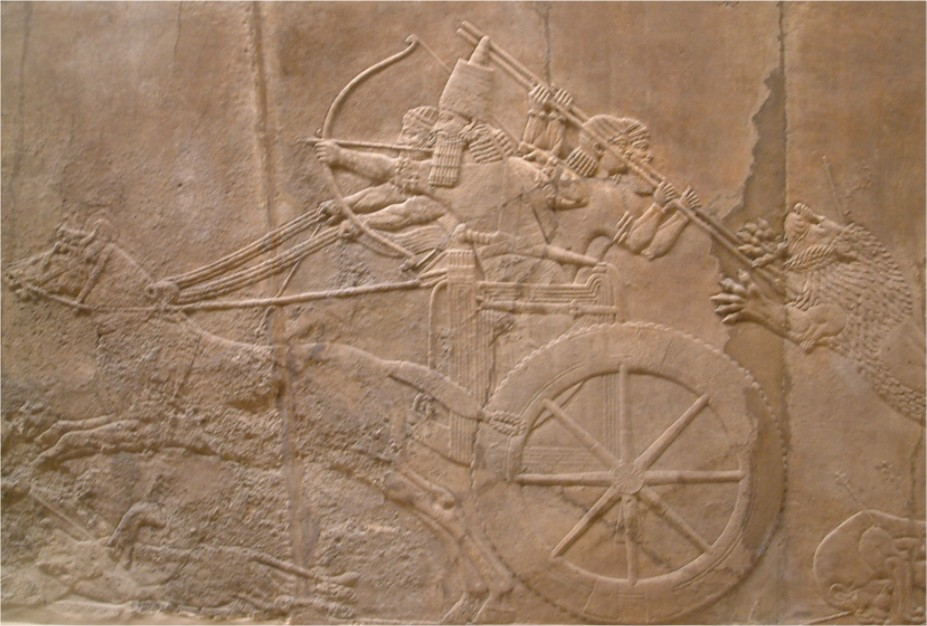
relief z przedstawieniem asyryjskiego króla polującego na lwy

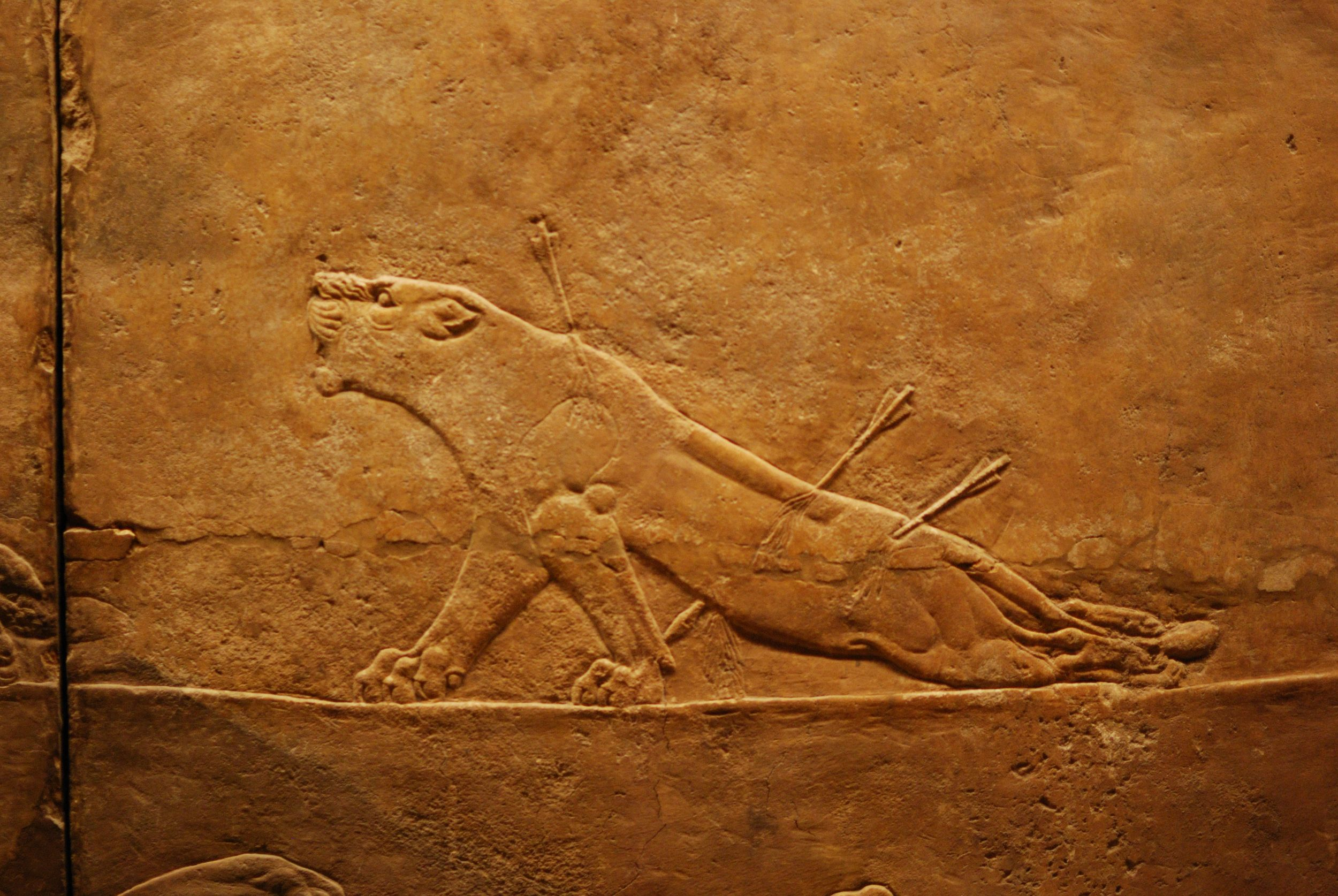
relief z przedstawieniem rannej lwicy; Muzeum Brytyjskie

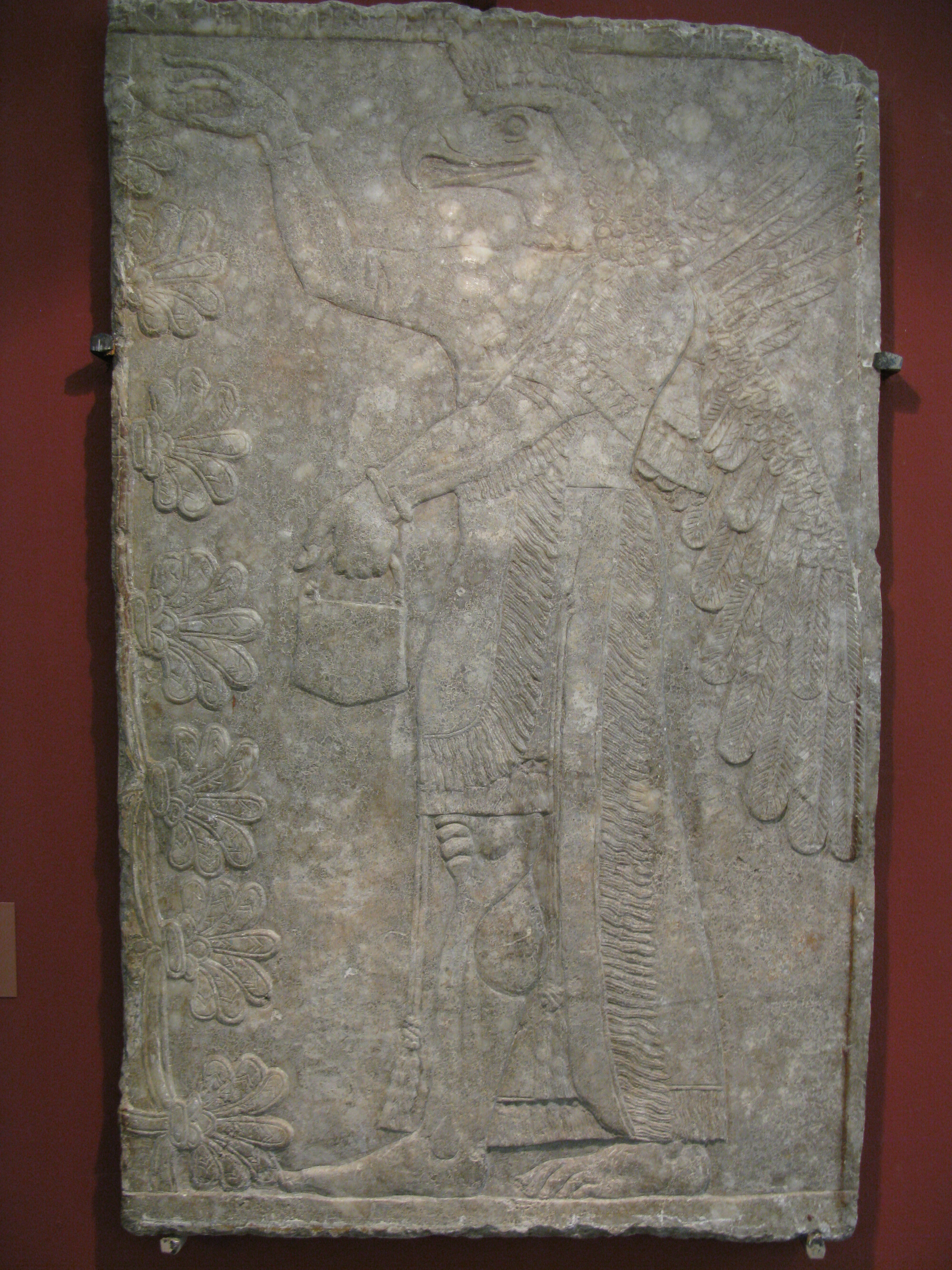
uskrzydlony geniusz adorujący drzewo życia

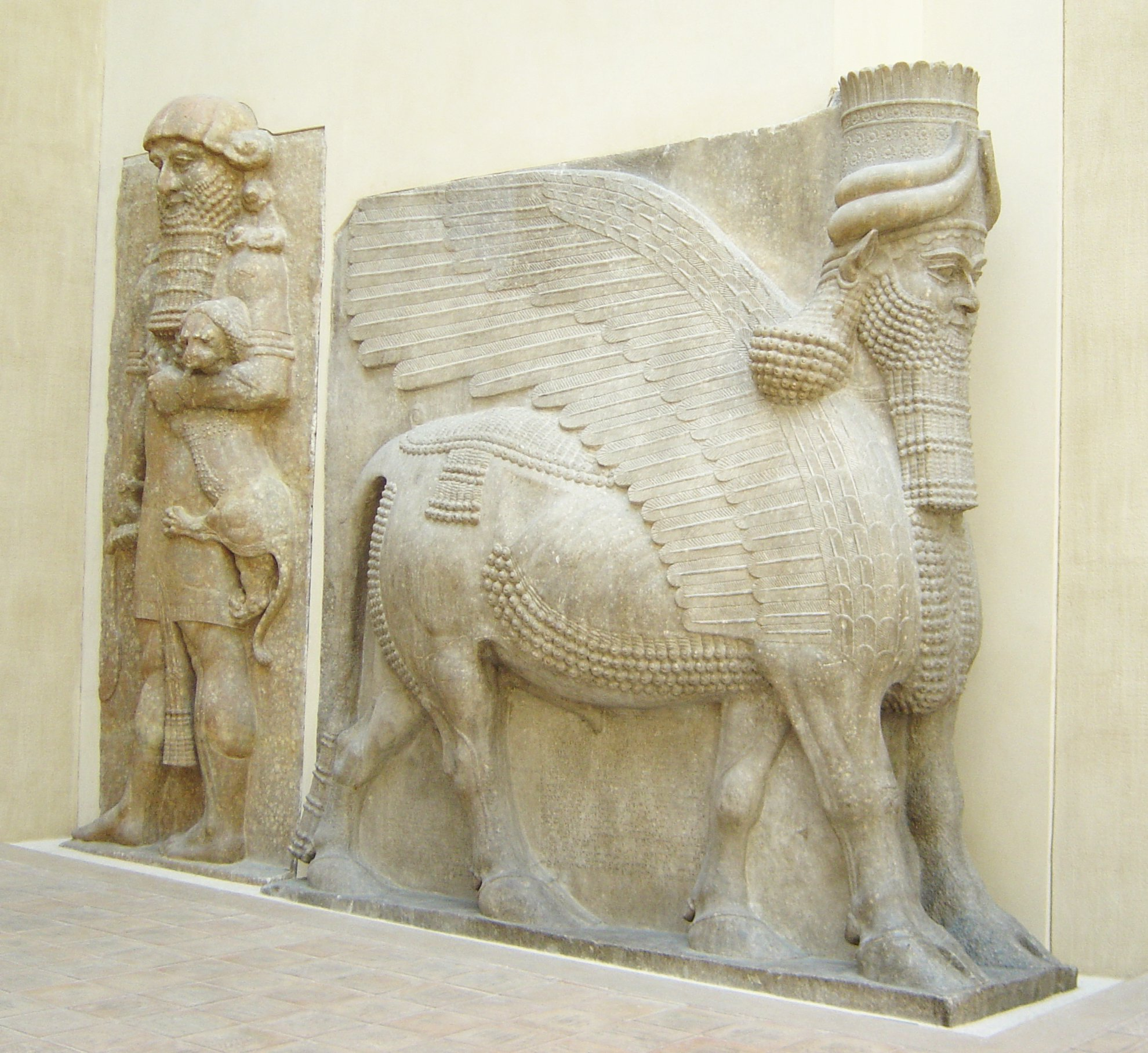
Lamassu z bramy pałacu Sargona II (Luwr, Paryż)

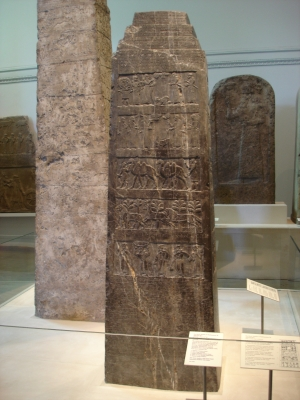
Czarny obelisk Salmanasara III

O prawdziwym rozwoju sztuki asyryjskiej możemy jednak mówić dopiero w okresie nowoasyryjskim. Odnalezione z tego okresu pozostałości pałaców w Kalchu (Nimrud), Niniwie, Dur-Szarrukin (Chorsabad) ujawniły wiele nowych elementów. Jednym z nich jest zastosowanie kamienia w postaci tzw. ortostatów. Są to czworoboczne płyty, często z alabastru, służące do wykładania dolnych części ścian i zdobienia ich (w miejsce dekoracji malowanej spotykanej w sztuce innych narodów zamieszkujących Mezopotamię). Płyty pokryte zostały bogatym, starannie wykonanym reliefem o tematyce wojennej, czasem są to sceny z polowań, kultowe lub dworskie. Przeważają jednak motywy batalistyczne. Sceny wojenne ujawniają wiele okrucieństwa (np. władca portretowany na koniu obserwuje egzekucje lub rzezie, jeńcy wojenni w tym kobiety i dzieci prowadzeni są do niewolniczej pracy). Nawet z pozoru sielankowa scena na reliefie zatytułowanym "Odpoczynek" (w zbiorach Muzeum Brytyjskiego w Londynie) ukazująca parę monarszą (Aszurbanipala z Aszur-szarrat) spożywającą posiłek w ogrodzie, zawiera umieszczoną w tle, zawieszoną na drzewie odciętą głowę wroga). Sceny z polowań należą do arcydzieł sztuki asyryjskiej. Ukazują władców na koniu lub w wozie bojowym, strzelających z łuku do lwów lub byków. Są sceny polowań na ptaki, polowań z sokołem. Do kanonu należy scena przedstawiająca ranną lwicę (Muzeum Brytyjskie w Londynie). Płaskorzeźby o tematyce religijnej nawiązują m.in. do magicznych obrzędów sumeryjskich związanych z zaklinaniem deszczu, odsunięciem zagrożenia powodzi. W scenach kultowych postacie króla, kapłana ukazywane są czasami w maskach sępa lub z szyszką (aspergillum). Reliefy dotyczą tematów związanych z adoracją drzewa życia, ukazują postacie uskrzydlonych geniuszy.
Kolejnym, nowym elementem architektury są portale. W nich umieszczano strażników bramy – lamassu. Są to wyobrażenia skrzydlatych byków o ludzkich, brodatych twarzach. Głowy byków zdobią tiary z rogami symbolizujące ich potęgę. Ten element został przejęty przez sztukę perską.
Odnalezione zabudowania pałacu w Dur-Szarrukin. To twierdza zbudowana na planie prostokąta, do wnętrza prowadzi jedna brama. Wewnątrz rozmieszczono budynki administracyjne, gospodarcze, koszary wojskowe. Siedzibę władcy ustawiono na sztucznie usypanej platformie wzmocnionej murem z cegły, która zajmuje powierzchnię około 10 ha. Na taras prowadzi pochylnia. Pałac otoczony jest murem, do wnętrza prowadzi brama w której umieszczono dwa skrzydlate byki. Bezpośrednio za bramą znajduje się największy, główny dziedziniec. Do jego boku przylegają pomieszczenia pomocnicze. W głębi znajduje się sala reprezentacyjna i inne dworskie pomieszczenia. Dalej, drugi dziedziniec z zabudowaniami świątynnymi i przylegającym do nich zigguratem. Zabudowania świątynne pałacu w Dur-Szarrukin zawierają trzy większe celle poświęcone bogom: Sin, Ningal, Szamasz oraz trzy mniejsze przeznaczone dla bóstwa pogody Adada, wojny i polowań Ninurty, mądrości Ea. Pałace asyryjskie tradycyjnie były związane ze świątyniami. Oświetlano je światłem dochodzącym z dziedzińców przez wejścia i niewielkie świetliki umieszczone w ścianach (pałace pozbawione były okien). Wyposażano je w urządzenia dostarczające wodę. Dekorację ścian wykonywano także z glazurowanej cegły o kolorystyce czarnej, żółtej i ciemnoniebieskiej. Do wyjątków należą znaleziska resztek schodów, zatem należy przypuszczać, że były to budowle jednokondygnacyjne. Posadzki wykonywano z płyt wapiennych. Stropy przekrywano drewnianymi belkami. Niektóre dekoracje sugerują wykonywanie sklepień kolebkowych, zwłaszcza nad korytarzami. Ale nie udało się tego potwierdzić przy pomocy wykopalisk.
Zabudowania miasta wznoszone były wzdłuż prostopadłych do siebie ulic. Jednak odkopanych znalezisk potwierdzających tak planowaną zabudowę miast nie ma wiele. Domy wznoszone z niewypalanej gliny szybko rozpadały się. Na gruzach wznoszono kolejne, zatem wykopaliska to mało czytelna gmatwanina kolejnych warstw. Najlepiej zachowane fragmenty architektury to przedstawienia lamassu oraz kamienne reliefy. Rzeźby pełne należą do rzadkich znalezisk. Należą do nich posągi królów Salmanasara III i Aszurnasirpala II. Z czasów Salmanasara III pochodzi też czarny obelisk wykonany dla pałacu w Kalchu. Jest to dwumetrowa bryła w formie zwężającego się sześcianu, zakończona trzema stopniami. Ściany boczne pokrywają reliefy ukazujące hołdy i daniny składane królowi przez monarchów Gilan (Suę) i Izraela (Jehu). Poniżej w kompozycji pasowej ukazane są różne zwierzęta, palmy oraz zamieszczona jest inskrypcja opisująca ukazane sceny. Ciekawe są też reliefy zdobiące przedmioty codziennego użytku, wykonane z kości słoniowej, złota, brązu oraz małe pieczęcie cylindryczne z kamieni półszlachetnych. Tematyka tych płaskorzeźb nie jest już tak bardzo propagandowa. Na ogół są to przedstawienia scen kultowych (w ornamentyce figuralnej) oraz wzory geometryczne. Najlepiej zachowane są dzieła z brązu.
Na uwagę zasługuje brama świątyni z Imgur-Enlil (Balawat). Skrzydła bramy o wysokości prawie 4,0 m i szerokości 2,20 m wykonane są z drewna obitego cienką blachą z brązu. Na niej wykonano pasmową dekorację z reliefów obrazujących wyprawy wojenne króla Salmanasara III. Jest to praca zbiorowa asyryjskich artystów, poziom artystyczny przedstawienia scen jest różny. Zabytek znajduje się w Muzeum Brytyjskim.
Sztuka asyryjska osiągnęła wysoki poziom rozwoju. Kres jej rozwojowi położył upadek Asyrii (612 p.n.e.), ale jej osiągnięcia wywarły bardzo silny wpływ na rozwój sztuki Bliskiego Wschodu.

## Literatura
Sztuka świata. t.1 Praca zbiorowa. Wydawnictwo Arkady 1989 r.